# Yuri Golov
Yuri Golov (del ruso: Юрий Васильевич Голов) (Nizhny Novgorod, 1937 - ibídem, 9 de enero de 2014) fue un futbolista profesional ruso que jugaba en la demarcación de delantero.

## Biografía
Yuri Golov debutó como futbolista profesional en 1961 a los 25 años de edad con el Raketa Gorky, club anterior al Volga Gorky. Tres años después, ya en el Volga Gorky, en su primer partido contra el FC Dinamo Moscú, marcó el gol de la victoria, en el Estadio Dinamo, a Lev Yashin. Además es el noveno jugador con más goles en la historia del club, con 26. Finalmente, tras cuatro temporadas y 156 partidos jugados, fue tras pasado al FC Avanhard por una temporada. Finalmente en 1968 el FC Volga Ulyanovsk se hizo con los servicios del jugador para los tres años siguientes, retirándose finalmente en 1972 a los 36 años de edad.
Yuri Golov falleció el 9 de enero de 2014 en Nizhny Novgorod a los 77 años de edad tras una larga enfermedad.

## Clubes
| Club               | País            | Año         | Partidos | Goles |
| ------------------ | --------------- | ----------- | -------- | ----- |
| Raketa Gorky       | Unión Soviética | 1961 - 1963 | 57       | 16    |
| Volga Gorky        | Unión Soviética | 1963 - 1967 | 156      | 26    |
| FC Avanhard        | Unión Soviética | 1967 - 1968 | 38       | 5     |
| FC Volga Ulyanovsk | Unión Soviética | 1968 - 1971 | 27       | 13    |